# Ulice i place osiedla Zatorze w Olsztynie
Ulice i place osiedla Zatorze w Olsztynie
Nazwy ulic przed rokiem 1945 podano w języku niemieckim.

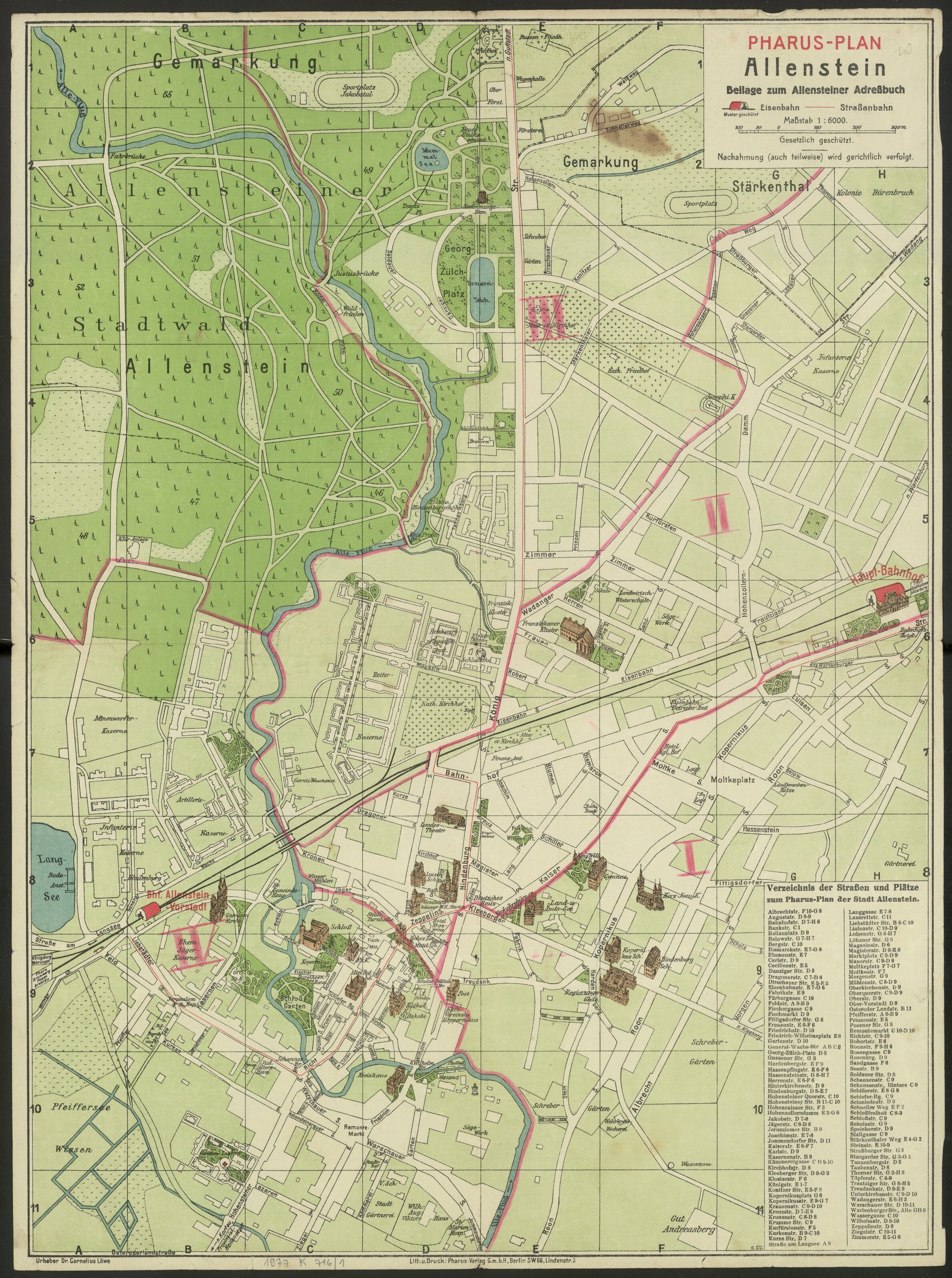
Ulice osiedla na planie Olsztyna z 1925 roku

## Jagiellońska
Główna arteria osiedla Zatorze łącząca aleję Wojska Polskiego na zachodzie, z placem Powstańców Warszawy na wschodzie. Pozostała część ulicy położona jest na Osiedlu Podleśna.

## Klasztorna
Do 1945 roku nazwa ulicy w tłumaczeniu brzmiała tak samo jak obecnie - Kloster-Straße (ulica Klasztorna). Ulica została wybudowana w latach 20. XX wieku. Znajduje się na południowym Zatorzu. Położona jest pomiędzy ulicami Kraszewskiego (na zachodzie) i Sienkiewicza (na wschodzie). Przy ulicy znajdują się głównie domy i bloki mieszkalne.

## Kolejowa
Do roku 1945 nazwa ulicy w tłumaczeniu brzmiała tak samo jak obecnie - Eisenbahn-Straße (ulica Kolejowa). Wybudowana została w latach 20. XX wieku. Znajduje się na południowym Zatorzu. Ciągnie się wzdłuż linii kolejowej łączącej dworzec PKP Olsztyn Główny z dworcem Olsztyn Zachodni od ulicy Wyspiańskiego (na zachodzie) do okolic ulicy Limanowskiego i Wiaduktu Powstańców Węgierskich 1956 roku.
Przed budową wiaduktu nad torami kolejowymi, ulica łączyła również ulicę Zientary-Malewskiej.
Przy ulicy znajduje się targowisko oraz kamienice z początku XX wieku.

## Kossaka Juliusza
Do roku 1945 nazwa ulicy brzmiała Wagner-Straße (ulica Wagnera – Richard Wagner - kompozytor niemiecki). Ulica została wybudowana w latach 30. XX wieku. Znajduje się na wschodnim Zatorzu. Przy ulicy znajdują się głównie domy i bloki mieszkalne.

## Kraszewskiego Józefa Ignacego
Do roku 1945 nazwa ulicy brzmiała Hassenpflug-Straße. Ulica znajduje się na południowo-zachodnim Zatorzu. Ulica ciągnie się od ulicy Wyspiańskiego (na południu) do ulicy Okrzei. Przy ulicy znajdują się głównie domy i bloki mieszkalne.

## Limanowskiego Bolesława
Główna arteria łącząca plac Bema (na południu) z placem Powstańców Warszawy (na północy). Ulica jest częścią drogi krajowej nr 51.

## Małeckiego Antoniego
Do roku 1945, nazwa ulicy brzmiała Cäcilien-Straße (ulica Cecylii), a następnie Kurfürsten-Straße (ulica Elektorska). Ulica została zbudowana w latach 20. XX wieku. Ulica znajduje się na zachodzie osiedla Zatorze i łączy skrzyżowanie alei Wojska Polskiego oraz ulicy Kasprowicza na zachodzie ze skrzyżowaniem ulic Jagiellońskiej i Niedziałkowskiego. Przy ulicy znajdują się w większości budynki mieszkalne.

## Niedziałkowskiego Mieczysława
Do roku 1945 nazwa ulicy brzmiała Kurien-Straße (ulica Kurii). Ulica znajduje się na wschodzie osiedla Zatorze. Ulica łączy skrzyżowanie ulic Jagiellońskiej i Małeckiego na zachodzie z ulicą Limanowskiego. Przy ulicy znajdują się budynki mieszkalne.

## Okrzei Stefana

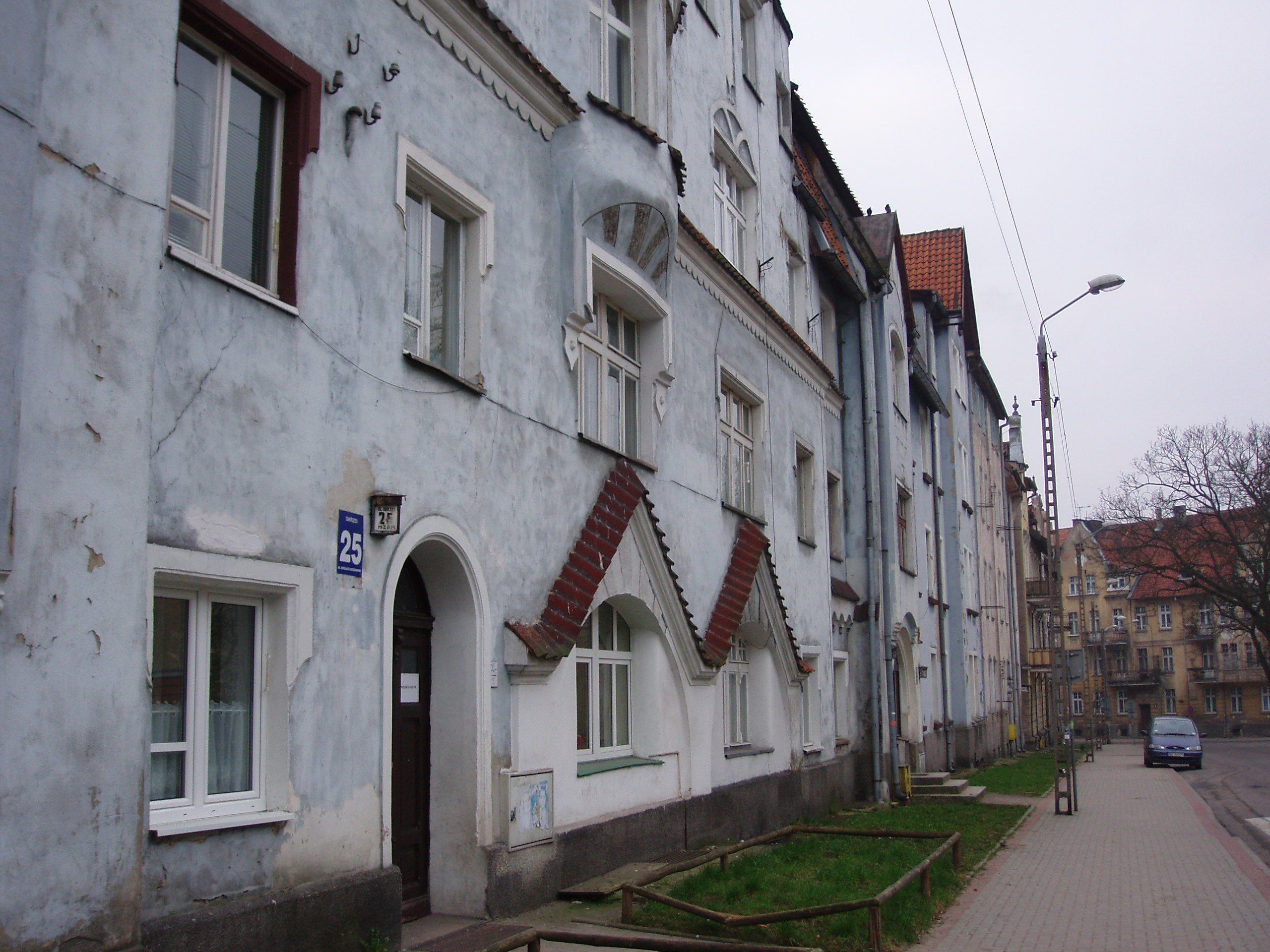
Kamienica przy ul. Okrzei, róg z Jagiellońską

Do roku 1945 nazwa ulicy brzmiała Herren-Straße (ulica Pańska). Ulica znajduje się na południu osiedla Zatorze. Ulica łączy ulicę Jagiellońską na północy z ulicą Kolejową na południu. Przy ulicy znajdują się budynki mieszkalne oraz kamienice z początku XX wieku.

## Plac Powstańców Warszawy
Plac znajduje się przy skrzyżowaniu alei Sybiraków (na północ), ulicy Jagiellońskiej (wsch.-zach.) i ulicy Limanowskiego. Plac znajduje się na północy Zatorza. Do roku 2006, plac miał kształt ronda, lecz po analizie Zarządu Dróg Miejskich, postanowiono zmienić kształt placu na zwykłe skrzyżowanie, ze względu na powiększony ruch i bezpieczeństwo. Przy placu znajduje się pomnik ku czci Powstańców Warszawy oraz Kościół św. Józefa wraz z cmentarzem.

## Puszkina Aleksandra
Do roku 1945, nazwa ulicy brzmiała Prinzen-Straße (ulica Książęca). Ulica znajduje się na północy osiedla Zatorze. Ulica łączy ulicę Żeromskiego na południu i kończy niedaleko cmentarza św. Józefa. Przy ulicy znajdują się budynki mieszkalne.

## Rataja Macieja
Do roku 1945, nazwa ulicy brzmiała Stärkenthaler Weg. Ulica znajduje się na północy osiedla Zatorze. Ulica biegnie od alei Wojska Polskiego od zachodu do alei Sybiraków i dalej na osiedle Podleśna do ulicy Bydgoskiej. Przy ulicy znajdują się budynki mieszkalne.

## Sienkiewicza Henryka
Do roku 1945 nazwa ulicy brzmiała Sandgasse (Zaułek Piaskowy). Ulica znajduje się na południu osiedla Zatorze. Ulica łączy ulicę Wyspiańskiego na południu ze skrzyżowaniem ulic Niedziałkowskiego i Kossaka. Przy ulicy znajdują się budynki mieszkalne oraz kamienice z początku XX wieku.

## Struga Andrzeja
Ulica znajduje się na południu osiedla Zatorze. Ulica jest ślepa i łączy się z ulicą Okrzei. Przy ulicy znajdują się budynki mieszkalne.

## Aleja Sybiraków
Dawna ulica Gagarina. Główna arteria łącząca plac Powstańców Warszawy na południu z aleją Wojska Polskiego na północy. Ulica jest częścią drogi krajowej nr 51.

## Wyspiańskiego Stanisława
Do roku 1945 nazwa ulicy brzmiała Frauen-Straße (ulica Kobiet). Ulica znajduje się na południowym zachodzie osiedla Zatorze. Ulica łączy aleję Wojska Polskiego na zachodzie z ulicą Kolejową, będąca przedłużeniem ulicy. Przy ulicy znajdują się budynki mieszkalne.

## Zientary-Malewskiej Marii
W roku 1892, ulica nosiła nazwę Wartenburger-Straße (ulica Wartemborska). W latach 20. XX wieku, zmieniono nazwę ulicy na Trautziger-Straße (ulica Tracka). Po 1945 roku ulicy nadano nazwę Polskiej Partii Robotniczej, następnie Narutowicza, a później, do 1990 roku Waryńskiego. Ulica znajduje się na południu osiedla Zatorze. Ulica ciągnie się od ulicy Limanowskiego i Wiaduktu Powstańców Węgierskich 1956 roku aż do granic administracyjnych miasta przebiegając przez Zieloną Górkę i Track. Przy ulicy znajdują się budynki mieszkalne oraz tereny niezabudowane.

## Żeromskiego Stefana
Do roku 1945 nazwa ulicy brzmiała Zimmer-Straße (ulica Pokojowa). Ulica znajduje się w południowo-wschodniej części osiedla Zatorze. Ulica łączy aleję Wojska Polskiego na zachodzie z ulicą Limanowskiego na południu. Przy ulicy znajdują się budynki mieszkalne oraz kamienice z początku XX wieku.